# Grażyna Szpor
Grażyna Szpor – polska prawnik, profesor nauk społecznych, nauczyciel akademicki Uniwersytetu Kardynała Stefana Wyszyńskiego w Warszawie, gdzie pełni urząd kierownika Katedry Prawa Informatycznego na Wydziale Prawa i Administracji. Specjalistka w zakresie prawa administracyjnego. 

## Życiorys
W 1979 na podstawie rozprawy pt. Polityka socjalna w podstawowych gałęziach przemysłu w latach 1944–1949 uzyskała w Śląskim Instytucie Naukowym w Katowicach stopień naukowy doktora nauk humanistycznych. W 1999 na podstawie dorobku naukowego oraz rozprawy pt. Informacja w zagospodarowaniu przestrzennym. Zagadnienia administracyjnoprawne otrzymała na Wydziale Prawa i Administracji Uniwersytetu Łódzkiego stopień doktora habilitowanego nauk prawnych w zakresie prawa, specjalność: prawo administracyjne. Została profesorem nadzwyczajnym Wydziału Prawa i Administracji Uniwersytetu Kardynała Stefana Wyszyńskiego oraz Wydziału Finansów i Ubezpieczeń Uniwersytetu Ekonomicznego w Katowicach. Była także nauczycielem akademickim innych wyższych uczelni. Objęła funkcję kierownika Katedry Prawa Informatycznego WPiA UKSW.
W 2013 r. otrzymała Nagrodę im. Marka Cara. W 2014 została laureatką nagrody Info Star w kategorii Propagowanie Informatyki za „długotrwałą pracę nauczyciela akademickiego w dziedzinie podstaw prawnych dla systemów informacyjnych, inspirację i kierowanie kołami zainteresowań naukowych studentów i doktorantów na styku informatyki i prawa, wspieranie administracji publicznej w dziedzinie stanowienia prawa dotyczącego informatyki”.
28 listopada 2019 r. odebrała z rąk prezydenta Andrzeja Dudy akt nadający tytuł profesora nauk społecznych.